# Tandara Caixeta
Tandara Caixeta, född 30 oktober 1988 i Brasília, är en brasiliansk volleybollspelare. Caixeta har tagit guld vid OS 2012 och brons vid VM 2014. Med undantag för 2018/2019, då hon var i Kina, har hon spelat hela sin klubbkarriär i Brasilien. 
Ett dopingprov taget 7 juli 2021 innehöll ostarin vilket medförde att Caixeta före semifinalen mot Sydkorea vid OS 2021 blev preliminärt avstängd. Tiden för avstängningen blev i maj 2022 satt till fyra år.